# Blairsden (Californie)
Blairsden est une census-designated place (CDP) situé dans le comté de Plumas, en Californie, aux États-unis. La ville est située à 20 milles (32,2 km) à l'est-sud-est de Quincy. La population était de 39 habitants au recensement de 2010, en baisse par rapport au recensement de 2000 qui répertorie 50 habitants.

## Histoire
Le bureau de poste de Blairsden ouvre ses portes en 1913. Le nom de la ville rend hommage à James A. Blair, un financier du Western Pacific Railroad.

## Démographie
| 2000 | 2010 | - | - | - | - |
| ---- | ---- | - | - | - | - |
| 50   | 39   | - | - | - | - |